# Mettermich
Der Mettermich ist ein 585 m ü. NN hoher Berg in der Brückenauer Kuppenrhön und liegt im bayerischen Teil des Mittelgebirges. 

## Geographische Lage
Der Mettermich erhebt sich im Landkreis Bad Kissingen zwischen Oberleichtersbach und Schildeck, einem Ortsteil von Schondra, das sich 2 km südsüdöstlich des Berges befindet.

## Geologie
Wie der benachbarte Dreistelz oder die Schildecker Kuppe gehört der Mettermich zu den typischen Basaltkegeln der Rhön. Markant sind beim Mettermich die Basaltstein-Gerölle, die nach Forschermeinung Bestandteile vorzeitlicher Ringwall-Anlagen sind. 

## Geschichte
Auf dem Mettermich gab es frühe Funde aus der La-Tène-Zeit. Vermutlich handelt es sich dabei um eine Verteidigungsanlage oder eine Fliehburg (Ringwall Mettermich). Andere Interpretationen sprechen von einer keltischen Kultanlage. Generell muss der Forschungsstand zum Mettermich als wenig konkret bezeichnet werden. Die Befestigungen der Anlage haben eine Ausdehnung 350 × 130 m. Sie steigen zum Gipfel hin steil an und sind sehr unwegsam.

## Geotop
Der Vulkankegel Mettermich ist vom Bayerischen Landesamt für Umwelt als wertvolles Geotop (Geotop-Nummer: 672R001) ausgewiesen.